# Quadro de medalhas dos Jogos Paralímpicos de Inverno de 2010
O quadro de medalhas dos Jogos Paralímpicos de Inverno de 2010 é uma lista que classifica os Comitês Paraolímpicos Nacionais de acordo com o número de medalhas conquistadas nos Jogos realizados em Vancouver, no Canadá. Foram disputadas 64 finais em cinco esportes totalizando 192 medalhas distribuídas.

## O quadro
País sede destacado.
| Ordem | País                | Medalha de ouro | Medalha de prata | Medalha de bronze |     |
| ----- | ------------------- | --------------- | ---------------- | ----------------- | --- |
| 1     | GER Alemanha        | 13              | 5                | 6                 | 24  |
| 2     | RUS Rússia          | 12              | 16               | 10                | 38  |
| 3     | CAN Canadá          | 10              | 5                | 4                 | 19  |
| 4     | SVK Eslováquia      | 6               | 2                | 3                 | 11  |
| 5     | UKR Ucrânia         | 5               | 8                | 6                 | 19  |
| 6     | USA Estados Unidos  | 4               | 5                | 4                 | 13  |
| 7     | AUT Áustria         | 3               | 4                | 4                 | 11  |
| 8     | JPN Japão           | 3               | 3                | 5                 | 11  |
| 9     | BLR Bielorrússia    | 2               |                  | 7                 | 9   |
| 10    | FRA França          | 1               | 4                | 1                 | 6   |
| 11    | ITA Itália          | 1               | 3                | 3                 | 7   |
| 12    | NOR Noruega         | 1               | 3                | 2                 | 6   |
| 13    | ESP Espanha         | 1               | 2                |                   | 3   |
|       | SUI Suíça           | 1               | 2                |                   | 3   |
| 15    | NZL Nova Zelândia   | 1               |                  |                   | 1   |
| 16    | AUS Austrália       |                 | 1                | 3                 | 4   |
| 17    | FIN Finlândia       |                 | 1                | 1                 | 2   |
| 18    | KOR Coreia do Sul   |                 | 1                |                   | 1   |
| 19    | SWE Suécia          |                 |                  | 2                 | 2   |
| 20    | POL Polônia         |                 |                  | 1                 | 1   |
|       | CZE República Checa |                 |                  | 1                 | 1   |
| TOTAL | TOTAL               | 64              | 65               | 63                | 192 |